# Neuland (Hans Dominik)
Neuland von Hans Dominik ist eine Erzählung aus dem Genre der Zukunftsliteratur. 
Neuland ist eine technisch-wissenschaftliche Zukunftsgeschichte, abgedruckt in der jährlich erscheinenden Buchreihe Das Neue Universum.
Sie erschien 1917 im 38. Jahrgang des Periodikums Das Neue Universum (Seite 151–170).

## Inhalt
In dieser Geschichte wird die Neulandgewinnung aus dem Meer durch ein System von Maschenzäunen erzählt. Die Erzählung ist aus der Gattung der Zukunftsliteratur und, wie für Hans Dominik typisch, zwar fiktiv aber wissenschaftlich-technisch ausgelegt. Er beschreibt sehr detailliert und genau aus der Sicht der damaligen Erkenntnisse die eventuellen Möglichkeiten für die Menschheit Neuland für die Landwirtschaft zu gewinnen.